# Valle de Elicura

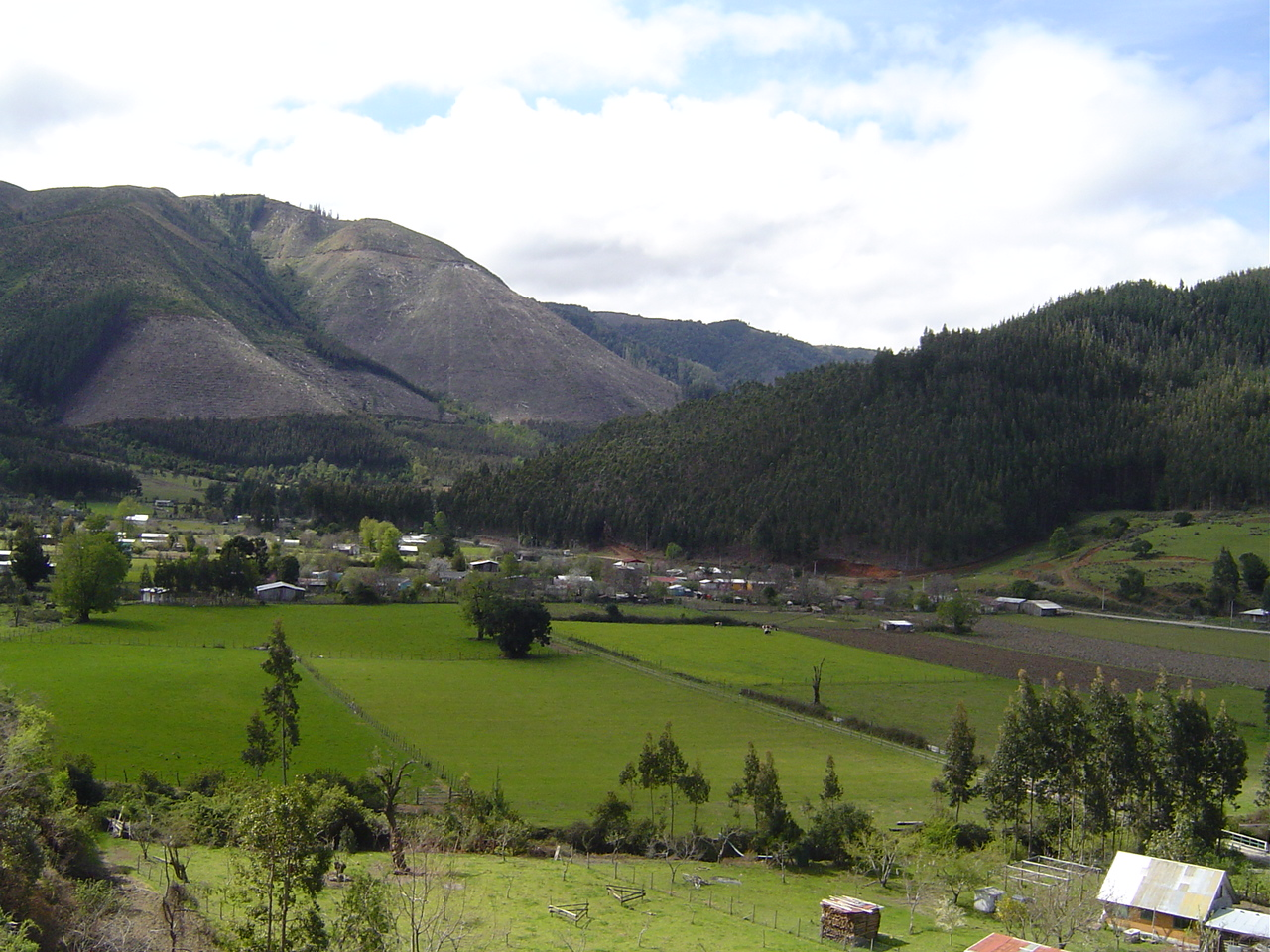
Vista del sector San Ernesto desde uno de los cerros del Valle de Elicura.

El valle de Elicura, que significa piedra transparente (del Mapudungun lüg: «transparente», kura: «piedra»), se encuentra en la comuna de Contulmo, en la provincia de Arauco, VIII Región del Biobío, posee dos afluentes, los ríos Calebu y Elicura, ambos desembocan en el lago Lanalhue. En este valle habitan cinco comunidades mapuches-lafkenches, entre las que se cuentan la comunidad Ignacio Melimán (o simplemente "Melimán"), Juan Caniumán y Lorenzo Huaquivil, ubicadas en sectores tales como San Ernesto, Calebu y Villa Elicura.

## Historia
Allí, en el invierno de 1631 las fuerzas españolas al mando del gobernador Francisco Laso de la Vega derrotaron a los caciques Quempuante y Loncomilla, aquel hecho sucedió en la batalla de La Albarrada durante la Guerra de Arauco. Asimismo, en diciembre de 1553, la hueste de Juan Gómez de Almagro, conocidos como los «catorce de la fama», quienes se dirigían desde el Fuerte de Purén hacia el Fuerte de Tucapel, fueron emboscados por los guerreros mapuches que habitaban en este valle, hiriendo al militar Gregorio de Castañeda. En diciembre de 1612 y durante la llamada guerra defensiva, el cacique Anganamón hirió de muerte con un lanzazo en las cercanías del valle al toqui Utablame, quien era considerado como «Señor de Elicura», quien además es uno de los ocho Mártires de Elicura, junto a otros cuatro líderes mapuche y tres misioneros jesuitas.

En transporte, hasta 1998 funcionó dentro del valle la estación Elicura adquirida por la Empresa de los Ferrocarriles del Estado (EFE), que formaba parte del ramal Los Sauces-Lebu.

## Cultura
Cada año durante la temporada de verano se celebra en este valle, la Fiesta costumbrista Mapuche del valle de Elicura "Traukintun Paliwe" y también en el solsticio de invierno la celebación del We tripantu o Año nuevo mapuche.